# Zamach w Ghalanai (6 grudnia 2010)
Zamach w Ghalanai miał miejsce 6 grudnia 2010 r. Do zamachu przyznali się Talibowie. Ich rzecznik zapowiedział kolejne ataki na wszystkich, którzy będą członkami laszkarów (plemiennych milicji wspierających rząd pakistański w walce z Talibami) oraz antytalibskich komitetów.

## Zamach
Do zdarzenia doszło w kompleksie rządowym w Ghalanai, stolicy Agencji Mohmand w Terytoriach Plemiennych Administrowanych Federalnie w Pakistanie. Celem zamachowców była jirga, tj. zebranie urzędników rządowych, lokalnej starszyzny plemiennej i grup antytalibańskich, na którym zebrało się ponad 300 osób. W wyniku zamachu zginęło wielu oficerów policji i członków plemion, zginęli także dwaj dziennikarze. Ponad 100 osób zostało rannych, w tym około 25 ciężko. Prawdopodobny główny cel zamachu – wysoko postawiony urzędnik Agencji Mohmand Amjad Ali Khan – nie ucierpiał w zamachu. Zamach przeprowadzili dwaj zamachowcy-samobójcy przebrani w policyjne mundury. Na miejsce zdarzenia przyjechali na motocyklach. Jeden z nich zdetonował ładunek wybuchowy po podjechaniu w miejsce obrad, drugi wysadził się w powietrze pod bramą kompleksu. Obrażenia dodatkowo spotęgował fakt, że zamachowcy naszpikowali swoje kamizelki pociskami.

## Reakcja
Gubernator prowincji Chajber Pasztunchwa Owais Ahmed Ghani oraz główny minister tej prowincji Ameer Haider Khan Hoti potępili zamach i określili go jako "tchórzliwy akt terroru".